# آيت الحاج (آيت سعيد)
آيت الحاج هو دُوَّار يقع بجماعة آيت سعيد، إقليم الصويرة، جهة مراكش آسفي في المملكة المغربية. ينتمي الدوّار لمشيخة آيت سعيد التي تضم 12 دوار. يقدر عدد سكانه بـ 495 نسمة حسب الإحصاء الرسمي للسكان والسكنى لسنة 2004.

## وصلات خارجية
- البوابة الوطنية للجماعات الترابية
- المندوبية السامية للتخطيط